# Puerta de Istar

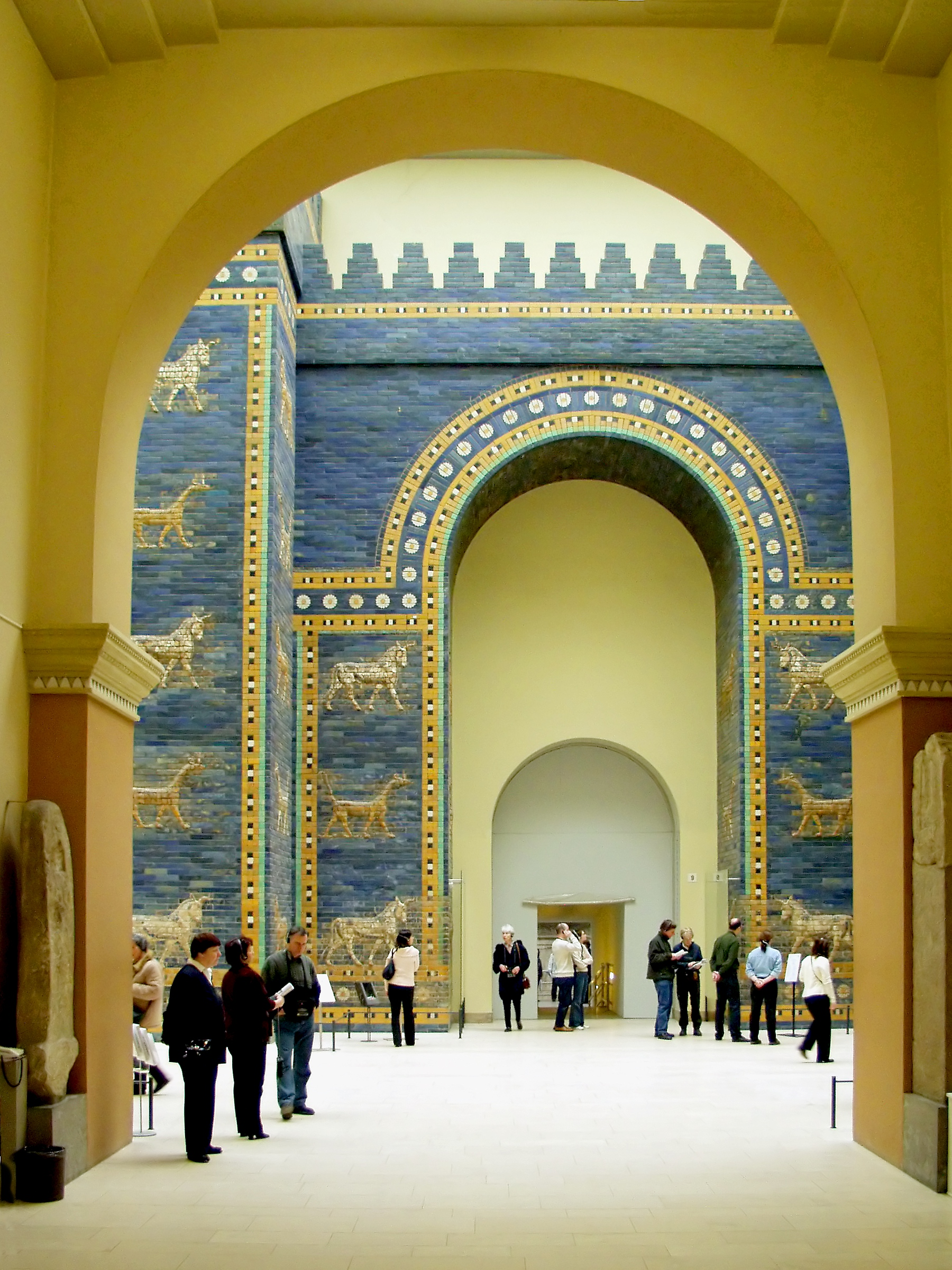
Puerta de Ishtar en el Museo de Pérgamo de Berlín.

La Puerta de Ishtar (o de Istar) fue una de las 8 puertas monumentales (15 metros de altura por 24,5 de ancho) de la muralla interior de Babilonia, a través de la cual se accedía al templo de Marduk, donde se celebraban las fiestas del año nuevo. El nombre de Ishtar lo recibe de la diosa Ishtar, a la que estaba consagrada.
Fue construida en el año 575 a. C. del siglo VI a. C. por Nabucodonosor II en el lado norte de la ciudad. Se compone de adobe y cerámica vidriada, la mayoría de color azul debido al lapislázuli, lo que la hacía contrastar fuertemente con todos los edificios de su alrededor, que eran dorados o rojizos. Estos últimos se dispone dibujando la silueta de dragones, toros, leones y seres mitológicos. La parte inferior y el arco de la puerta están decorados por filas de grandes flores semejantes a margaritas. La Puerta de Istar contaba también originariamente con dos esfinges dentro del arco de la puerta, que se han perdido hoy en día.

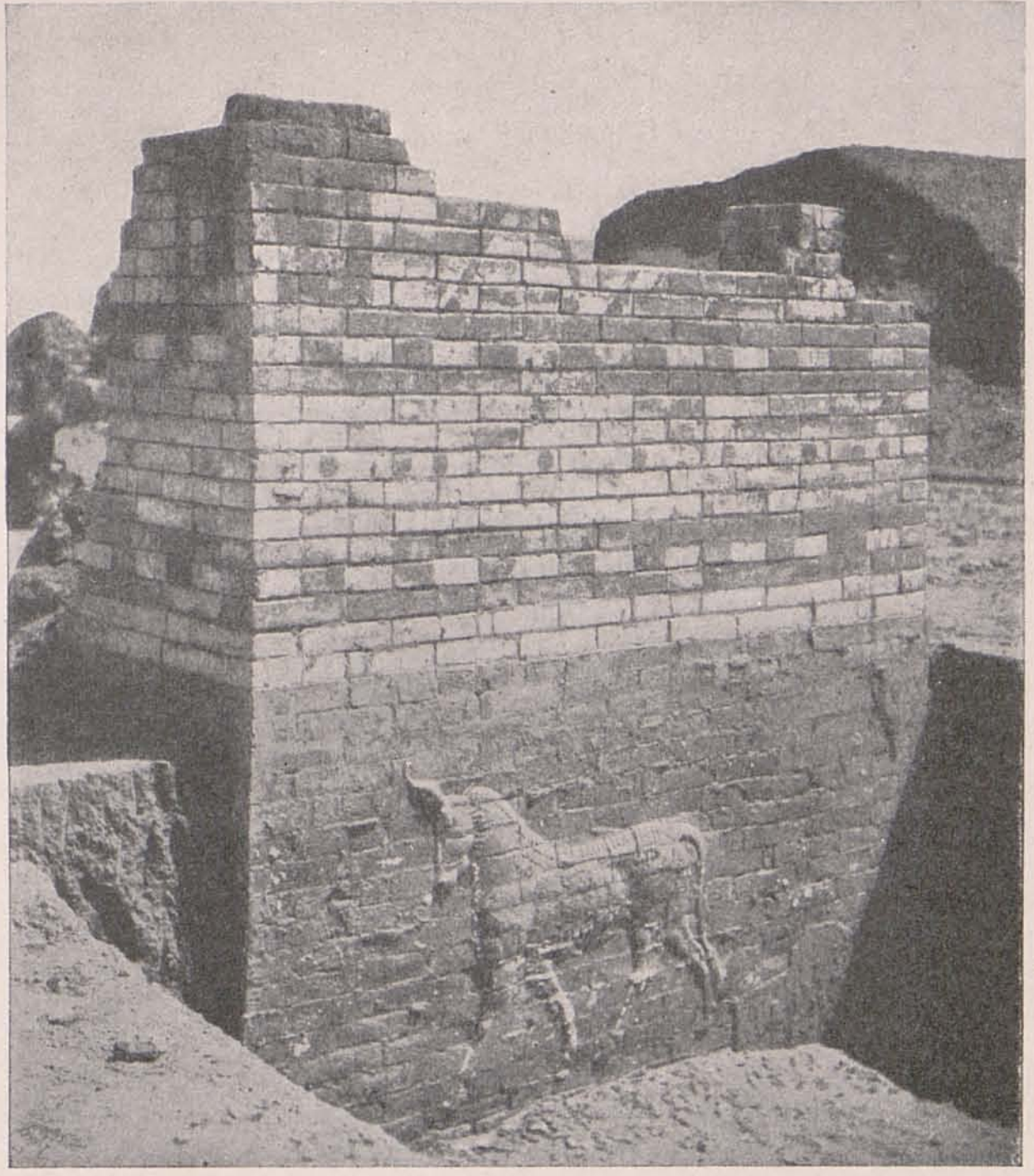
Puerta durante la excavación arqueológica. (1914).

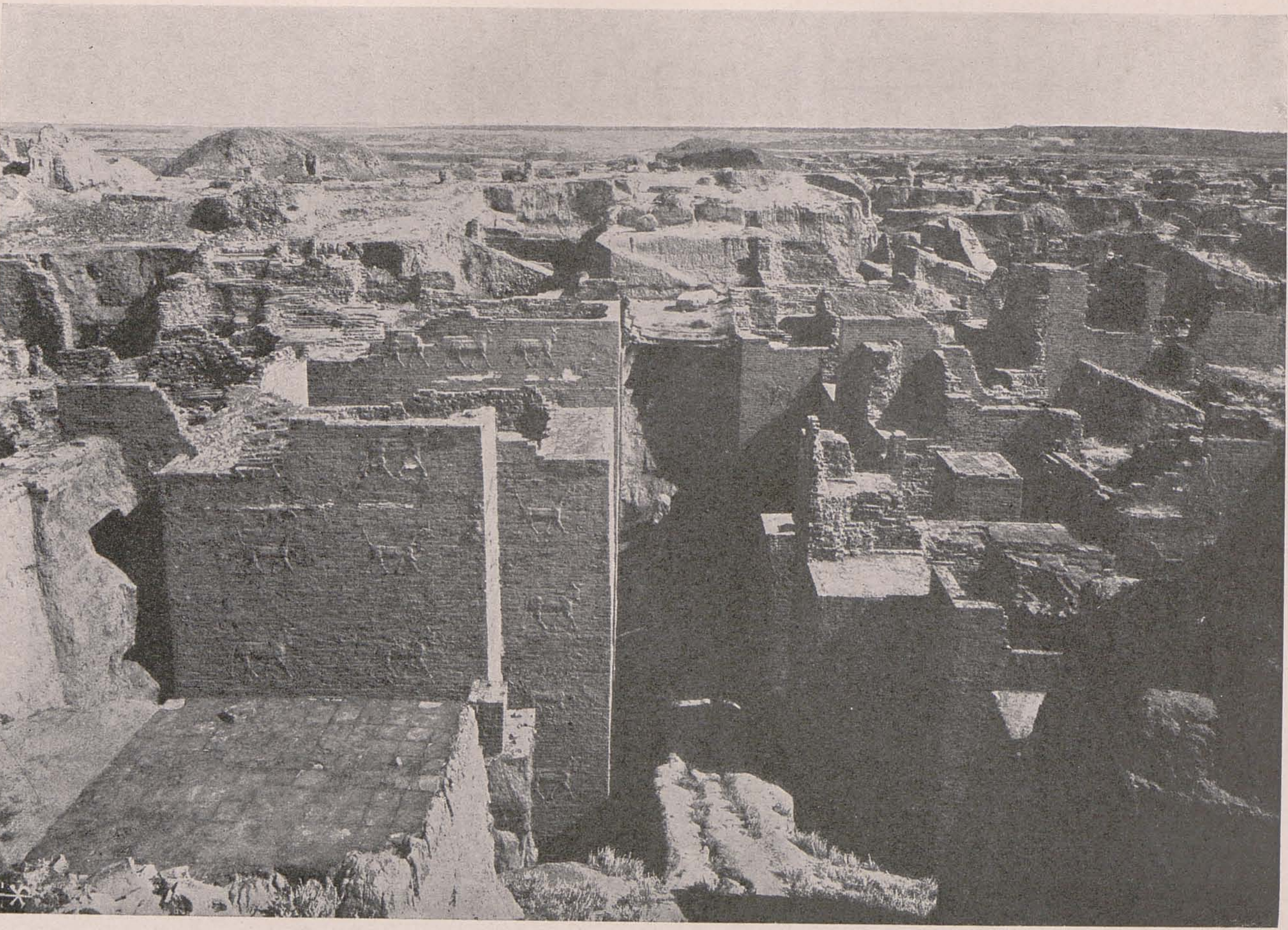
Puerta vista general.

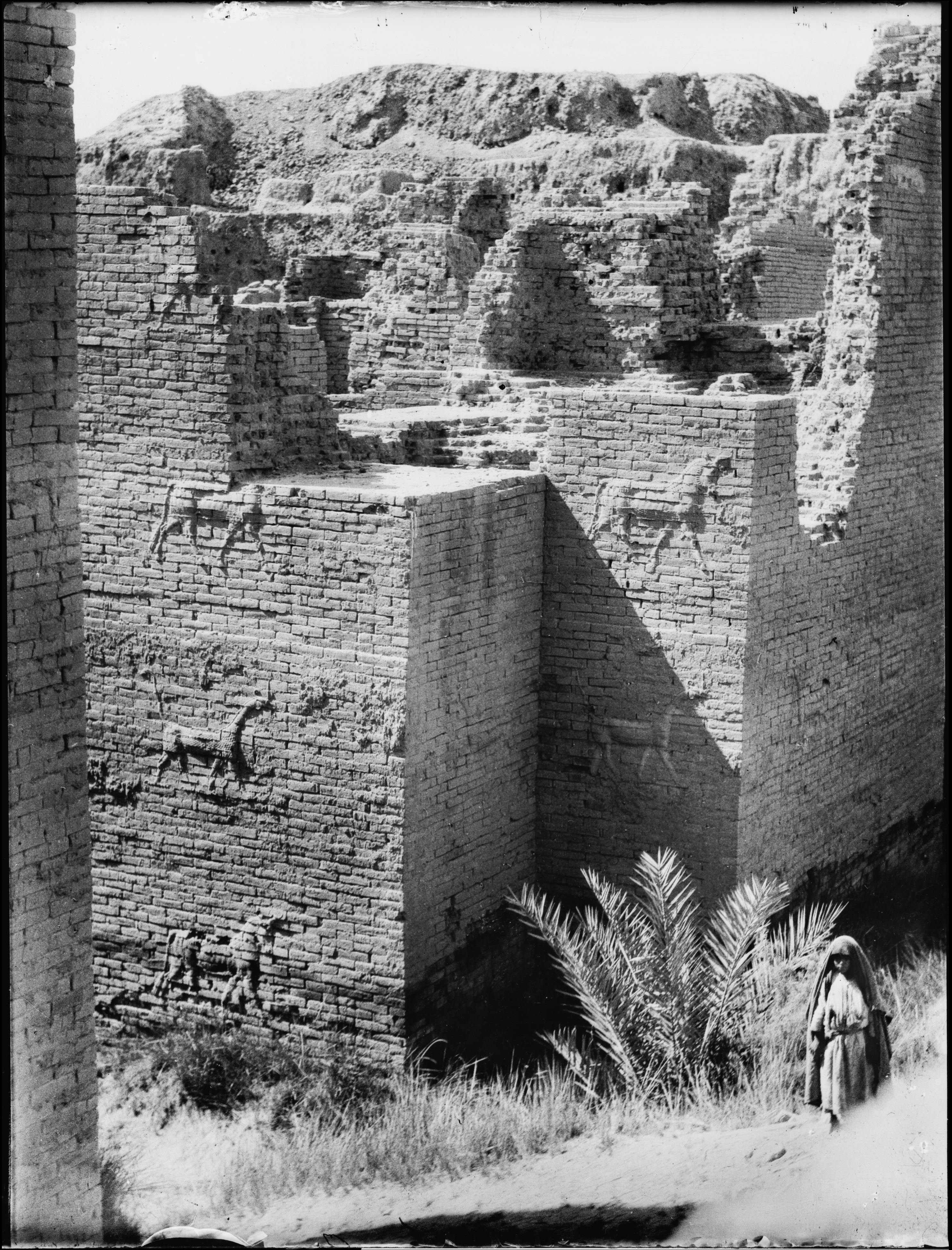
Puerta de aishtar como se veía a principios del.

Los restos de la puerta original fueron descubiertos por los alemanes, durante las campañas arqueológicas alemanas de 1902 a 1914. La mayoría se trasladó a Alemania, donde se reconstruyó la puerta en el Museo de Pérgamo de Berlín, en 1930, lugar en el que actualmente se expone. Algunos de los relieves originales de leones, dragones y toros se encuentran actualmente en el Museo Arqueológico de Estambul, el Instituto de Artes de Detroit, el Museo Metropolitano de Arte de Nueva York, el Instituto Oriental de Chicago, el Museo de la Escuela de Diseño de Rhode Island y el Museo de Bellas Artes de Boston.

## Puerta de Ishtar en elsigloXXyXXI
Durante el gobierno de Saddam Hussein en Irak, se comenzaron a reconstruir grandes zonas de la vieja Babilonia, entre ellas la Puerta de Istar, cuya réplica se levantó sobre el antiguo emplazamiento de la original. El plan era convertirla en la puerta de acceso a un nuevo museo arqueológico iraquí que nunca llegó a construirse.

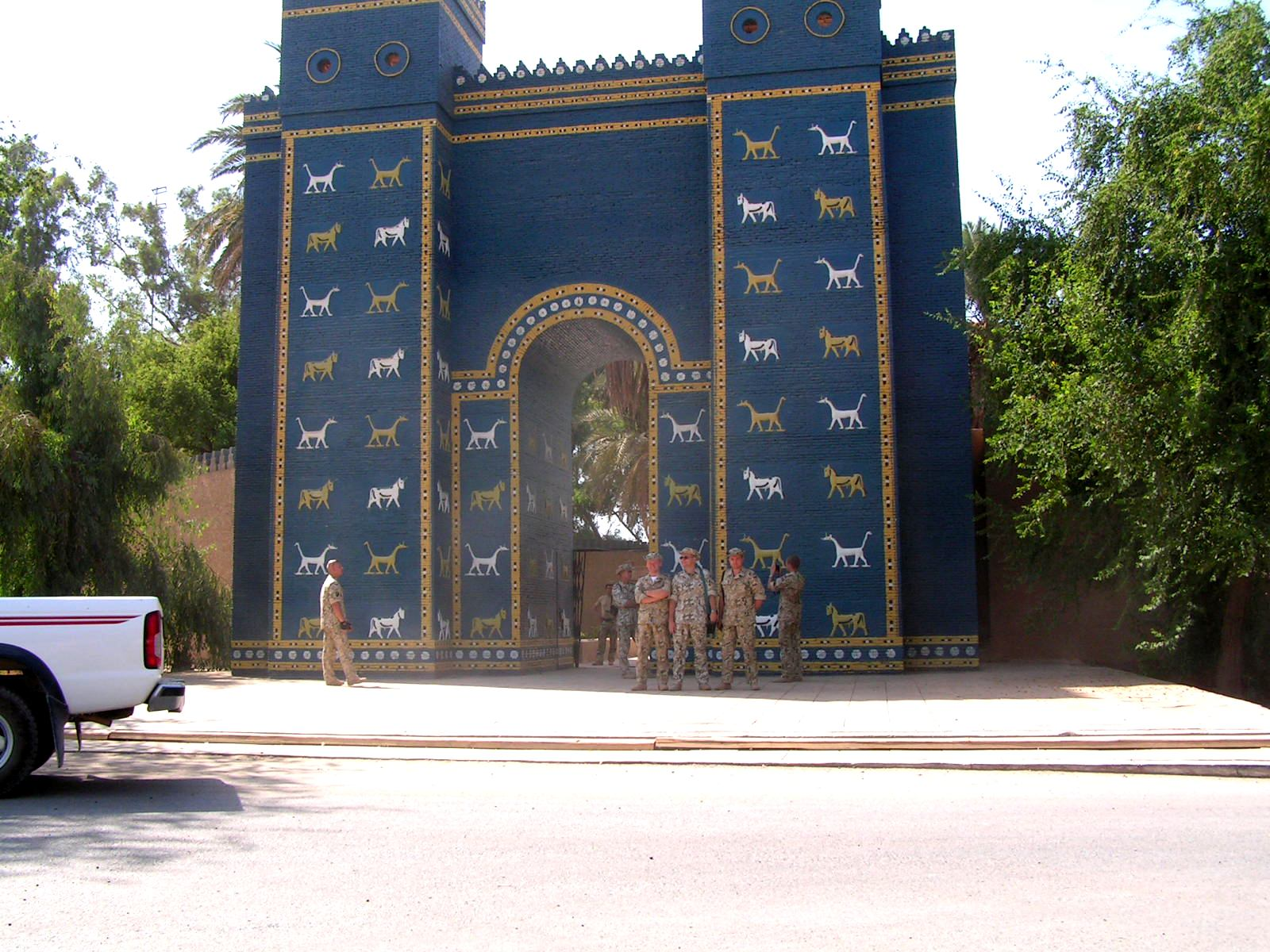
Puerta de Ishtar en 2005

Durante la guerra las fuerzas de ocupación causaron daños sustanciales a la Puerta de Ishtar, uno de los monumentos más famosos de la antigüedad. 
 Vehículos militares estadounidenses aplastaron pavimentos de ladrillo de 2600 años de antigüedad, fragmentos arqueológicos fueron esparcidos por todo el sitio, más de 12 zanjas fueron excavadas en depósitos antiguos. 
John Curtis. British Museum, Near East Department.
En 2009 las nuevas autoridades abrieron el sitio al turismo.
El robo es una realidad persistente.
Naciones unidas declaró en 2019 el sitio como patrimonio mundial (UNESCO World Heritage Site).

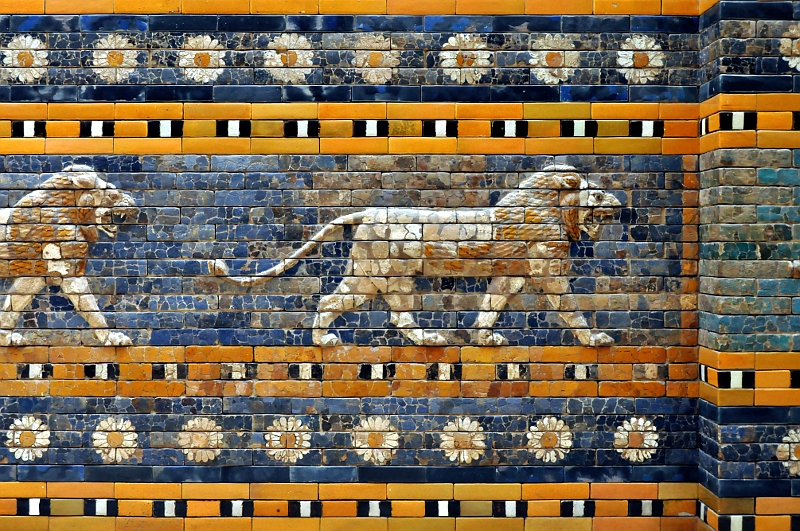
Detalle de la reconstrucción alemana.
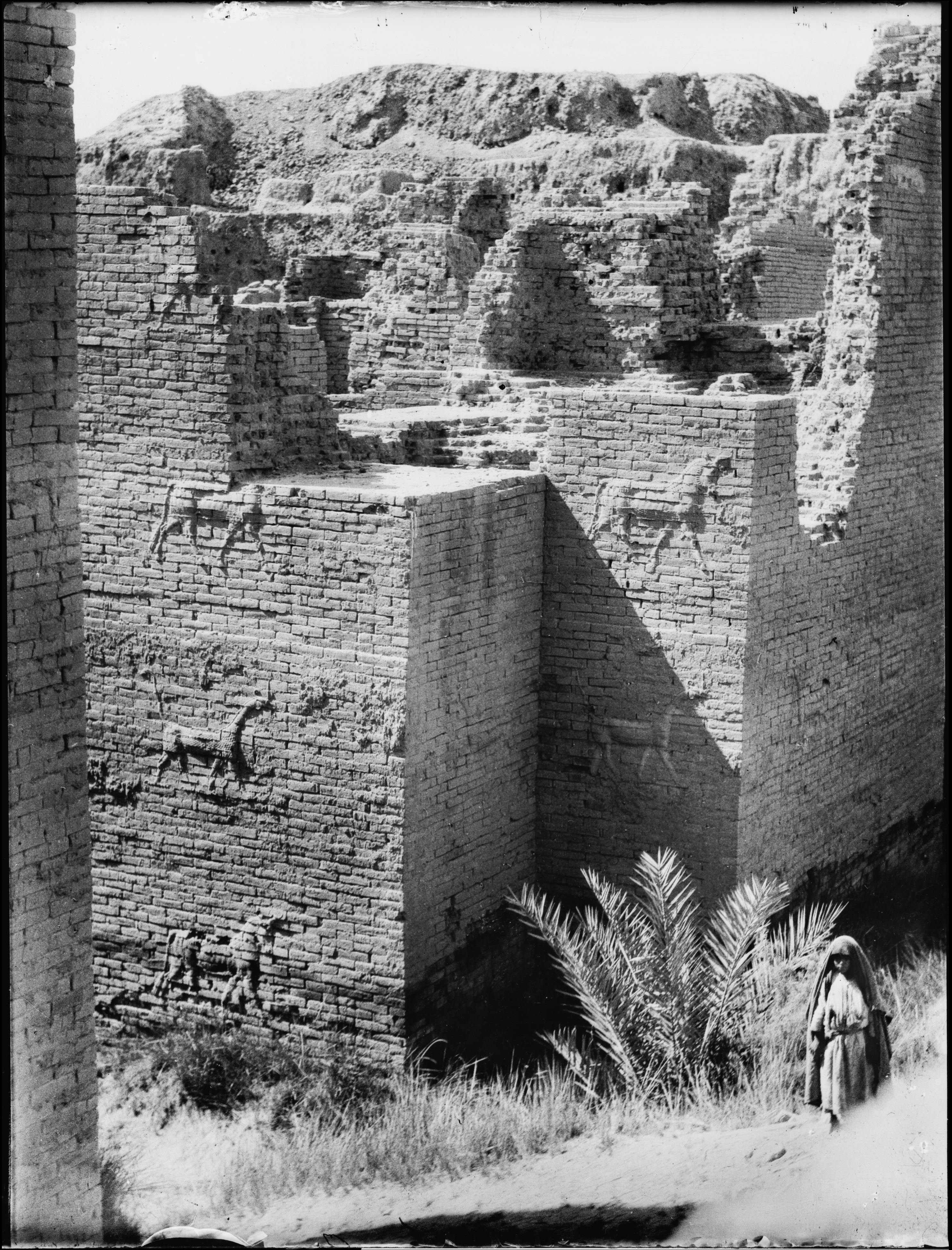
Fotografía de la puerta, (1932).
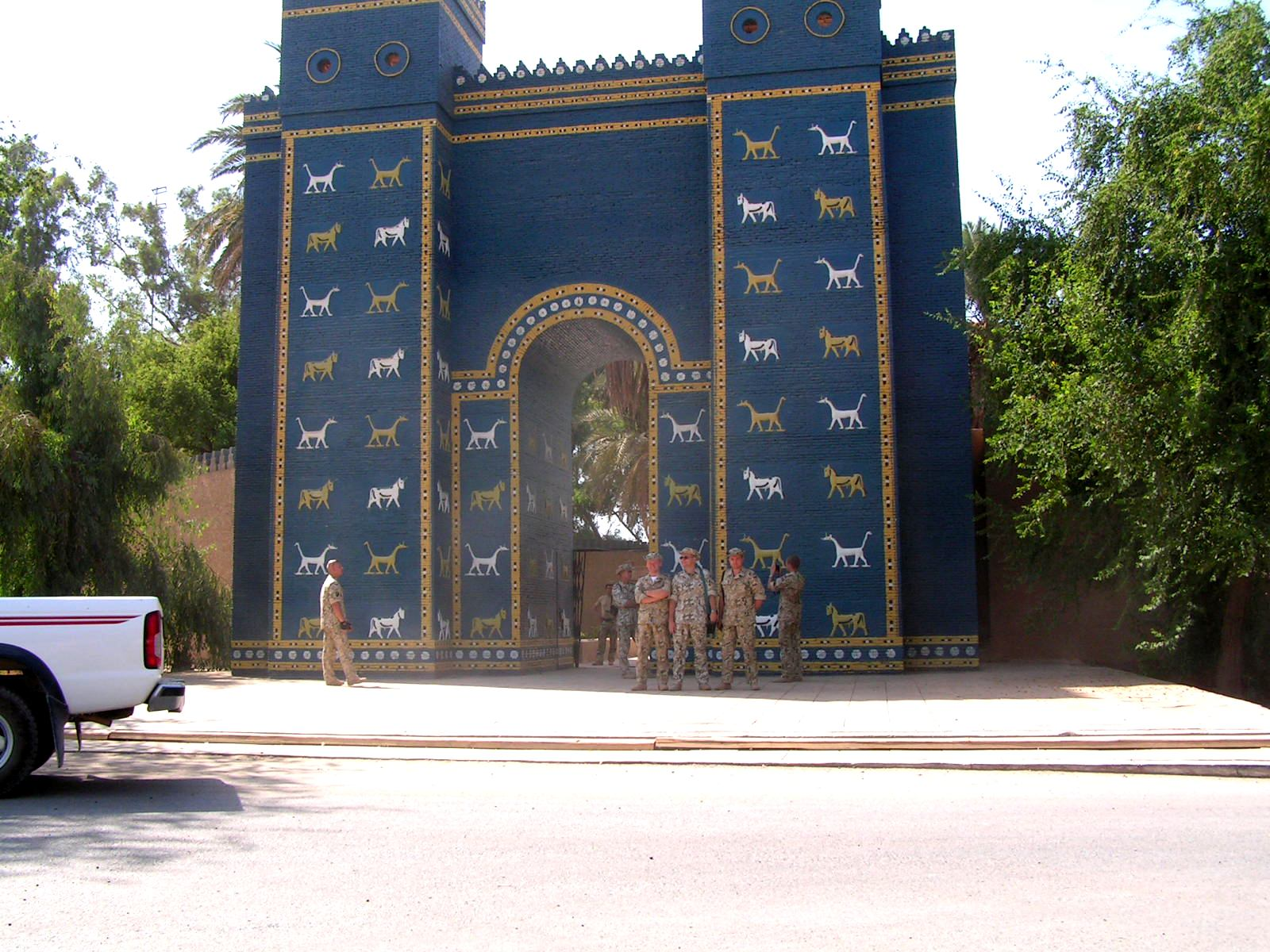
Reproducción de la Puerta de Istar.